# 价格体系
 在经济学中，价格体系是一种经济体系中的一个组成部分。它使用以货币来衡量的价格来评估和分配商品，服务，以及生产要素。除了经济上相对孤立的社区外，所有现代社会都使用价格体系来分配资源。然而，价格体系并未被用于所有资源分配相关的决策。 
一个价格体系可以是一种受控价格体系，其中的价格由政府机构管理，也可以是一种自由价格体系，其中的价格由供求关系决定，不受法规约束而“自由”浮动。一个混合的价格体系则是受控价格体系与自由价格体系的结合。

## 历史
价格体系所存在的时间几乎与货币的历史一样长。在20世纪中，世界范围内的价格体系都收到了全球资本主义的影响。苏联和其他实行中央计划经济的共产主义国家依旧在国内维持着受控的价格体系。不过，无论一个经济体系中使用的是卢布还是美元，货币永远是一个价格体系中事物最终是否得到执行的仲裁标准。换句话说，很少有事情在执行的过程中没有把金钱的消耗与利润纳入考虑标准内。